# Любимов, Саул Михайлович
Саул Михайлович Любимов (настоящая фамилия Лейбман; 1900, Кременчуг, Полтавская губерния, Российская Империя — 4 февраля 1968, Москва) — советский певец, исполнитель еврейских песен на идише, лирический баритон.

## Биография
Родился в 1900 году в бедной еврейской семье. Ещё в детстве отличался музыкальностью и проявлял способности к вокалу. Переселился в Москву и с 1923 года учился оперному пению на вокальном отделении Московской консерватории у знаменитого итальянского певца, профессора Этторе (Гектора) Гандольфи.
Начал выступать и записываться ещё в начале 20-х годов («Фрейлехс», запись 1921 года), но основные записи относятся к 1930-м годам. Оперную карьеру пришлось оставить из-за хромоты (последствия неудачного перелома ноги). В конце 1920-х годов он начинает выступать как эстрадный артист и выбирает себе сценическую фамилию Любимов, с 1931 работает в Москонцерте.
В 1927 и 1932 годах записывает ряд песен для Музтреста, а в предвоенный период, после упразднения Музтреста, пластинки с песнями Саула Любимова выходят уже в Грампласттресте. Любимов записывает еврейские народные песни, а также песни советских поэтов на идише. Так, в 1938 году он записывает оригинальную версию песни «А брив дем хавер Ворошилов» (Письмо товарищу Ворошилову) на стихи Льва Квитко. Всего в 1927—1939 годах вышло несколько десятков пластинок с песнями Саула Любимова, в основном в сопровождении фортепиано. Слушатели отмечали мягкий лиризм и задушевность исполнения, свойственные певцу.
Осенью 1949 года Саул Любимов был арестован и 4 февраля 1950 года осуждён на 10 лет лагерей. Освободился из лагеря в конце 1954 года, реабилитирован в 1956 году. Уже в 1955 году выступил на эстраде с первой после многолетнего перерыва в СССР программой еврейских песен, записал несколько пластинок. В 1957 году, во Владивостоке, во время гастролей перенёс инсульт и последние годы жизни был прикован к постели. Саул Любимов скончался 4 февраля 1968 года. Похоронен в еврейской части Востряковского кладбища в Москве.

## Семья
Саул Любимов был женат, имел двоих детей — сына Олега и дочь Анну. В 1967 году Олег погиб во время восхождения на Эльбрус. Родные попытались скрыть факт смерти сына от тяжело больного Любимова, но сделать это не удалось. Смерть сына стала тяжёлым ударом, от которого певец уже не оправился.
Брат — Хаим-Бер Михайлович Лейбман (1907—1959).

## Некоторые грамзаписи
МузТрест:
- 577, Вайт, вайт — 1927
- 578, Юнге Сезер — 1927
- 579, Хант цу Хант//Ба дер Арбет — 1927
- 580, Дер Йсофне ба ди Тойерн — 1927
- 615, Клезморимлах — 1927
- 616, Шалахмонэс — 1927
- 617, Дем Милнэрс Трерн — 1927
- 618, Ша штил (Ша тише) — 1927
- 772, Двадцать шесть — 1927
- 774, А Хазн ин а Клейн Штетл — 1927
- 775, Меерке Майн Зун — 1927
- 2042, Ямэн бройзн — 1932
- 2043, Киндер ерн — 1932
- 2044, Драй швестер — 1932
- 2212, ОЗЕТ — 1932
- 2213, Карагад — 1932
- 2214, Емэ-Емэ — 1932

Грампласттрест:
- 174, Любовь — 1934
- 175, Девушка в летах — 1934
- 175, Хороводная — 1934
- 3297, Ляльке — 1936
- 3298, Файфэлах — 1936
- 3624, Жирным зерном — 1936
- 3625, Пролетарка, швестер майне — 1936
- 4825, Еврейская народная мелодия — 1937
- 4826, Ахцик ёр — 1937
- 7346, Фрейлехс — 1937
- 7361, Биробиджанер виглид — 1938
- 7362, А брив дем хавер Ворошилов — 1938
- 7370, Ду шейне мейделе — 1938
- 9830, Жамэлэ −1939
- 9831, Октябр йонтев −1939
- 9832, Ломир бэйде а либе генилн — 1939
- 9833, А найе фрейлахс — 1939

- 26268, Дер кранкер шнайдер (Больной портной) — 1956
- 26269, Ицикл от хасене геат — 1956